# Чисті суспільні втрати

Чисті втрати, спричинені примусовим обмеженням ціни. Надлишок виробника (producer surplus) зменшується, надлишок споживача (consumer surplus) може збільшуватися, а може і не збільшуватися; однак, порівнюючи з ринковою ситуацією, сума надлишків зменшується. Чисті суспільні (deadweight loss) втрати зображені жовтим трикутником.

Чисті суспільні втрати — це показник втрати економічної ефективності, коли виробляється відмінна від соціально оптимальної кількість товару чи послуги. Неоптимальне виробництво може бути спричинене монопольним ціноутворенням та створенням штучного дефіциту, позитивним чи негативним зовнішнім впливом, податком чи субсидією, примусовим обмеженням ціни або, навпаки, встановленням мінімальної ціни, наприклад, мінімальної заробітної плати.

## Приклад
Розглянемо ринок цвяхів, де вартість кожного цвяха становить 0,10 гривні. Попит зменшується лінійно; існує великий попит на безкоштовні цвяхи і нульовий попит на цвяхи за ціною 1,10 гривні за цвях і вище. Ціна 0,10 гривні за цвях є точкою економічної рівноваги на конкурентному ринку.

### Монополія
Якщо на ринку панує досконала конкуренція, виробники отримуватимуть ціну в розмірі 0,10 гривні, а кожен клієнт, чия гранична корисність перевищує 0,10 гривні, придбає цвях. Виробник-монополіст цього продукту, як правило, встановлює ту ціну, яка принесе йому найбільший прибуток, незалежно від втрати ефективності для економіки в цілому. Якщо виробник-монополіст вимагає 0,60 гривні за цвях, то, таким чином виключає з ринку кожного покупця з граничною корисністю нижчою за 0,60 гривні. Внаслідок монопольного ціноутворення виникли втрати, що були економічною вигодою від якої відмовилися клієнти з граничною корисністю від 0,10 до 0,60 гривні за цвях. Монополіст «вицінував їх з ринку», хоча їхня користь від придбання цвяха перевищує кошти виготовлення цього цвяха.

### Субсидія
І навпаки, суспільна втрата також може виникнути через те, що споживачі купують більшу кількість товару, ніж та, яка виникає з їх граничної корисності та собівартості виробництва. Наприклад, якби на тому ж ринку цвяхів уряд надав субсидію в розмірі 0,03 гривні за кожен куплений цвях, субсидія знизила б ринкову ціну кожного цвяха до 0,07 гривні, хоча виробництво насправді все ще коштувало б 0,10 гривні за цвях. Тоді споживачі з граничною вигодою від 0,07 до 0,10 гривні за цвях купуватимуть цвяхи, хоча їхня вигода менша за реальну вартість виробництва. Цього разу різниця між собівартістю виробництва та закупівельною ціною створює суспільству «втрату».

### Податок
Податок має протилежний до субсидії ефект. Якщо субсидія спонукає споживачів придбати продукт, який в іншому випадку був би для них занадто дорогим (ціна знижується, щоб штучно збільшити попит), податок відштовхує споживачів від покупки (ціна збільшується штучно знижуючи попит). Надмірний тягар оподаткування являє собою втрачену корисність для споживача. Поширеним прикладом цього є так званий податок на гріх, який стягується з товарів, які вважаються шкідливими для суспільства та окремих людей. Наприклад, «податки на гріх», що стягуються з алкоголю та тютюну, мають на меті штучно знизити попит на ці товари; ціна для деяких потенційних користувачів стає надто високою, тобто зменшується загальне куріння та вживання алкоголю.

## Трикутник Гарберґера

Чиста втрата — це площа трикутника, обмежена правим краєм сірого поля з податком, вихідною кривою пропозиції та кривою попиту. Його називають трикутником Гарберґера.

Трикутник Гарберґера, названий на честь Арнольда Гарберґера, показує чисту суспільну втрату (показану на графіку попиту та пропозиції), пов'язану з втручанням уряду в ідеальний ринок. Механізми цього втручання включають мінімальні ціни, обмеження, податки, тарифи або квоти. Він також відноситься до втрати, що виникає через невтручання уряду на ринок із зовнішніми ефектами.
У випадку державного податку, сума зібраного податку вклинюється між тим, що платять споживачі, і тим, що отримують виробники, і площа частини клину, яка відповідає зменшенню ринку, є еквівалентна втратам завданим податком.
Надлишок споживачів та надлишок виробників скорочуються, і це сумарне скорочення є більшим ніж величина зібраного податку. Втрата надлишків, яка не компенсується зібраним податком і являє собою чисту суспільну втрату.